# Infertilitat
La infertilitat és la impossibilitat de concebre un nadó naturalment o de portar un embaràs a terme després d'un any de vida sexual activa. Hi ha moltes raons per les quals una parella pot no ser capaç de concebre o no ser capaç de fer-ho sense assistència mèdica.
El Consell Internacional de Difusió d'Informació sobre Infertilitat considera que una parella és infèrtil si:
- No han concebut després de més de 12 mesos de mantenir relacions sexuals sense protecció o després de 6 mesos si la dona té més de 35 anys. La durada reduïda per a dones de més de 35 anys es deu al ràpid declivi de la fertilitat a partir d'aquesta edat, de manera que hauria de demanar ajuda més ràpidament.
- No es pot portar l'embaràs a terme.

La infertilitat afecta aproximadament el 15% de les parelles. Aproximadament el 35% dels casos es deuen a un factor masculí, 35% es deuen a un factor femení, el 20% d'ambdós membres i la resta és de causes inexplicables.

## Causes
Aquesta secció tracta sobre causes no intencionals d'esterilitat. Per a més informació sobre les tècniques quirúrgiques per prevenir la procreació, vegeu esterilització.

### Primària vs. secundària
D'acord amb la Societat Americana de Medicina Reproductiva, la infertilitat afecta al voltant de 6,1 milions de persones als Estats Units, equivalent al deu per cent de la població en edat reproductiva. La infertilitat femenina suposa un terç dels casos d'infertilitat, la de l'home un altre terç, la combinada de l'home i la dona un altre 15%, i la resta dels casos són "inexplicats" [2].
Una translocació Robertsoniana en qualsevol company pot causar avortaments recurrents o infertilitat completa.
"La infertilitat secundària" és la dificultat de concebre després d'haver concebut i tingut un embaràs normal. A part de diverses condicions mèdiques (per exemple hormonals), això pot ocórrer com a resultat de l'edat i l'estrès de proveir un germà per al primer fill. Per definició, la infertilitat secundària no passa si hi ha hagut un canvi de parella.
Algunes dones són infèrtils perquè els seus ovaris no alliberen òvuls. L'FSH pot ser injectada en el corrent sanguini d'una dona. Aquesta droga per a la fertilitat estimula que els òvuls madurin en els ovaris.

### Infertilitat femenina
Alguns factors que es relacionen amb la infertilitat femenina són: 
- Factors generals 
  - Diabetis mellitus, problemes  tiroides, malalties  suprarenals
  - Problemes hepàtics, malalties  renals
  - Factors psicològics
- Factors hipotalàmic-pituïtari: 
  - Síndrome de Kallman
  - Disfunció hipotalàmica
  - Hiperprolactinèmia
  - Hipopituitarisme
- Factors ovàrics 
  - Síndrome d'ovari poliquístic
  - Anovulació
  - Reserva ovàrica disminuïda
  - Disfunció  luteal
  - Menopausa prematura
  - Disgènesis gònades (síndrome de Turner)
  - Neoplasmes ovàric
- Factors tubals/peritoneals 
  - Endometriosi
  - Adherències pelvianes
  - Malaltia pelviana inflamatòria (PID, normalment degut a infeccions per Chlamydia)
  - Oclusió tubal
- Factors uterins 
  - Malformacions uterines
  - Fibromes uterins (leiomiomas)
  - Síndrome d'Asherman
- Factors cervicals 
  - Estenosi (oclusió) cervical
  - Anticossos antiesperma.
  - Moc cervical insuficient (per al moviment i supervivència de l'esperma)
- Factors vaginals 
  - Vaginisme
  - Obstrucció vaginal
- Factors genètics 
  - Diverses condicions intersexuades, com la síndrome de la insensibilitat als andrògens
- Anorèxia

### Infertilitat masculina
Alguns factors relacionats amb la infertilitat masculina són: 
- Causes pre-testiculars 
  - Problemes endocrins, com diabetis mellitus o problemes de tiroides
  - Trastorns hipotalàmics, com la síndrome de Kallmann
  - Hiperprolactinèmia
  - Hipopituitarismo
  - Hipogonadisme degut a causes diverses
  - Factors psicològics
  - Drogues, alcohol
- Factors testiculars 
  - Defectes genètics en el cromosoma Y 
    - Microdelecciones del cromosoma Y.

  - Conjunt anormal de cromosomes 
    - Síndrome de Klinefelter

  - Neoplàsia (ex. seminoma)
  - Error idiopàtic
  - Criptorquídia
  - Varicocele
  - Trauma
  - Hidrocele
  - Síndrome de disgénesis testicular
- Causes post-testiculars 
  - Obstrucció de conductes deferents
  - Infecció (ex. prostatitis)
  - Ejaculació retrògrada
  - Hipospadias
  - Impotència
  - Defecte acrosomal / Defecte de penetració l'òvul
- Consum de tabac 
  - D'acord amb un estudi conduït per la Societat Americana de Medicina Reproductiva, fumar és un dels factors prominents que contribueixen al baix recompte espermàtic en homes.

Algunes causes d'infertilitat masculina poden determinar per l'anàlisi de l'ejaculació, la qual conté l'esperma. L'anàlisi consisteix en el recompte del nombre d'esperma i la mesura de la seva mobilitat sota un microscopi: 
- Producció de poc esperma, oligospèrmia, o de cap esperma, azoospèrmia.
- Una mostra de l'esperma que és normal en gran nombre però demostra mobilitat baixa, o astenozoospèrmia.

En la majoria dels casos d'infertilitat masculina i baixa qualitat d'esperma no hi ha causes clares que puguin ser identificades amb els mètodes de diagnòstic actuals. S'ha especulat que les mutacions del cromosoma Y poden ser un factor important. En la mesura en què el cromosoma Y passa de pare a fill, no està protegit d'errors de còpies, mentre que altres cromosomes s'autocorregeixen recombinant la informació genètica de la mare i el pare. Això pot deixar la selecció natural com a principal mecanisme de reparació per al cromosoma Y. Microdelecions en el cromosoma I s'han trobat en un percentatge molt més elevat en homes infèrtils que en els controls fèrtils i la correlació trobat encara poden pujar com la millora de les tècniques d'anàlisis genètiques per al cromosoma Y es desenvolupen. (Els kits de prova per al cromosoma Y amb microdelecions PCR marcadors cobrir només una petita fracció del cromosoma 23 milions de parells de bases i, per tant, molt probablement es perdi encara més mutacions. L'estàndard d'or per a la prova de mutació genètica, és a dir, la seqüència completa de l'ADN d'un pacient del cromosoma Y, és encara massa car per al seu ús en investigacions epidemiològiques o fins i tot diagnòstic clínic.) 

### Infertilitat combinada
En alguns casos, tant l'home com la dona poden ser infèrtils o subfertilitat, i la infertilitat en la parella es presenta com una combinació d'aquestes condicions. En altres casos, se sospita que la causa és immunològica o genètica, pot ser que dues persones siguin independentment fèrtils però la parella no pot concebre junta sense assistència.

### Infertilitat inexplicable
Al voltant del 15% dels casos, les investigacions d'infertilitat no mostren anomalies. En aquests casos les anormalitats probablement estiguin presents, però no són detectades pels mètodes actuals. Un possible problema pot ser que l'òvul no és alliberat en el moment òptim per a la seva fertilització, que no entri a la trompa de Falopi, que l'esperma no pugui assolir l'òvul, que la fertilització falli, que el transport del zigot sigui interromput, o que la implantació falli.
Cada vegada es reconeix més que la qualitat de l'òvul és d'importància crítica i que les dones d'edat avançada tenen òvuls amb capacitat reduïda per a la fertilització normal i reeixida.

### Infertilitat induïda i prevenció
En el cas de malalts de patologies greus (com el càncer) que són sotmesos a tractaments agressius per aconseguir la remissió de la malaltia (radioteràpia, quimioteràpia), un efecte secundari freqüent i no desitjat és la pèrdua de la capacitat reproductora, a causa de la destrucció dels teixits productors de gàmetes, espermatozous o òvuls.
Una preocupació creixent d'aquests pacients és la possibilitat de preservar la seva fertilitat, per mantenir la seva capacitat reproductora després de superada la malaltia. En el cas masculí, la solució més senzilla és la 'criopreservació d'espermatozoides', una tècnica perfectament desenvolupada, i que permet al pacient mantenir la capacitat reproductora, tot recorrent a tècniques de reproducció assistida. En el cas femení, la situació és més complexa, a causa de la menor taxa de producció d'òvuls per cicle, a la dificultat de la seva extracció ia la major complicació en les tècniques de criopreservació.
En les últimes dècades la incidència de càncer ha augmentat, però paral·lelament la taxa de supervivència ha millorat molt: per exemple, en els últims 25 anys, la taxa de supervivència relativa de 5 anys per a tots els tipus de càncer ha passat del 56% al 64% en pacients femenins, per la qual cosa les necessitats de preservació de fertilitat també augmenten. El càncer de mama és el tumor més freqüent en les dones occidentals (representa el 30% de tots els tumors i el 20% de les morts relacionades amb càncer), mentre que la malaltia de Hodgkin (HD) és el tumor sòlid més freqüent en adolescents. Per aquesta raó, les pacients d'aquests dos tipus de càncer són possiblement les que amb major probabilitat recorrin a tècniques de preservació de fertilitat.
Les opcions de preservació de fertilitat per a les dones són les següents:
- 'Criopreservació d'embrions': per a això és necessari obtenir òvuls de la dona, fecunds mitjançant  fecundacióin vitro (FIV) i congelar els embrions per a la seva posterior implantació a l'úter de la dona, en aquest cas, o bé la dona té parella estable o bé s'ha de recórrer a un donant anònim, la qual cosa pot suposar un inconvenient.
- 'Criopreservació de teixit ovàric': extreure i congelar teixit ovàric de la dona per reimplantar després del tractament contra el càncer;[8][9] en aquest cas les principals complicacions potencials són el procediment de criopreservació (que no sembla el factor limitant), i el risc de dany  isquèmic, tot i que s'estan desenvolupant amb èxit tècniques per disminuir aquestes complicacions.[9]
- 'Supressió ovàrica': tractaments hormonals per protegir el teixit ovàric durant la quimio o radioteràpia.
- 'Transposició d'ovaris': reposicionament dels ovaris mitjançant cirurgia, per allunyar de la zona d'exposició a la radioteràpia.
- 'Cirurgia ginecològica conservadora': per exemple retirada del cèrvix mitjançant cirurgia, però manteniment de l'úter.

Una última tècnica que s'ha desenvolupat és la 'vitrificació d'oòcits', que pot utilitzar en situacions clíniques en què altres opcions no són viables.
L'elecció entre les diferents opcions depèn de diversos paràmetres: el tipus i el moment en què ha de començar la teràpia contra el càncer, el tipus de càncer, l'edat de la pacient i la situació de parella de la pacient.

## Tractament
El tractament de la infertilitat en general comença amb la medicació. També es pot recórrer a tècniques de reproducció assistida, com la inseminació artificial o la fecundació in vitro (FIV). Altres tècniques són per exemple tuboplasty, la incubació assistida i DGP.